# Helsingborgs garnisonsförsamling
Helsingborgs garnisonsförsamling var en församling i nuvarande i Lunds stift och i nuvarande Helsingborgs kommun. Församlingen uppgick 1897 i Malmö garnisonsförsamling.

## Administrativ historik
Församlingen bildades senast 1798. 1 oktober 1883  införlivades Ystads garnisonsförsamling och Ängelholms garnisonsförsamling. Församlingen uppgick 1897 i Malmö garnisonsförsamling. 